# Azul (Buenos Aires)
Azul (per al rierol Azul, que travessa la zona) és la ciutat cap del Partido Azul, situat al centre de la província de Buenos Aires a l'Argentina, 300 km al sud de Buenos Aires. Tenia 67.495 habitants segons el cens de 2019.

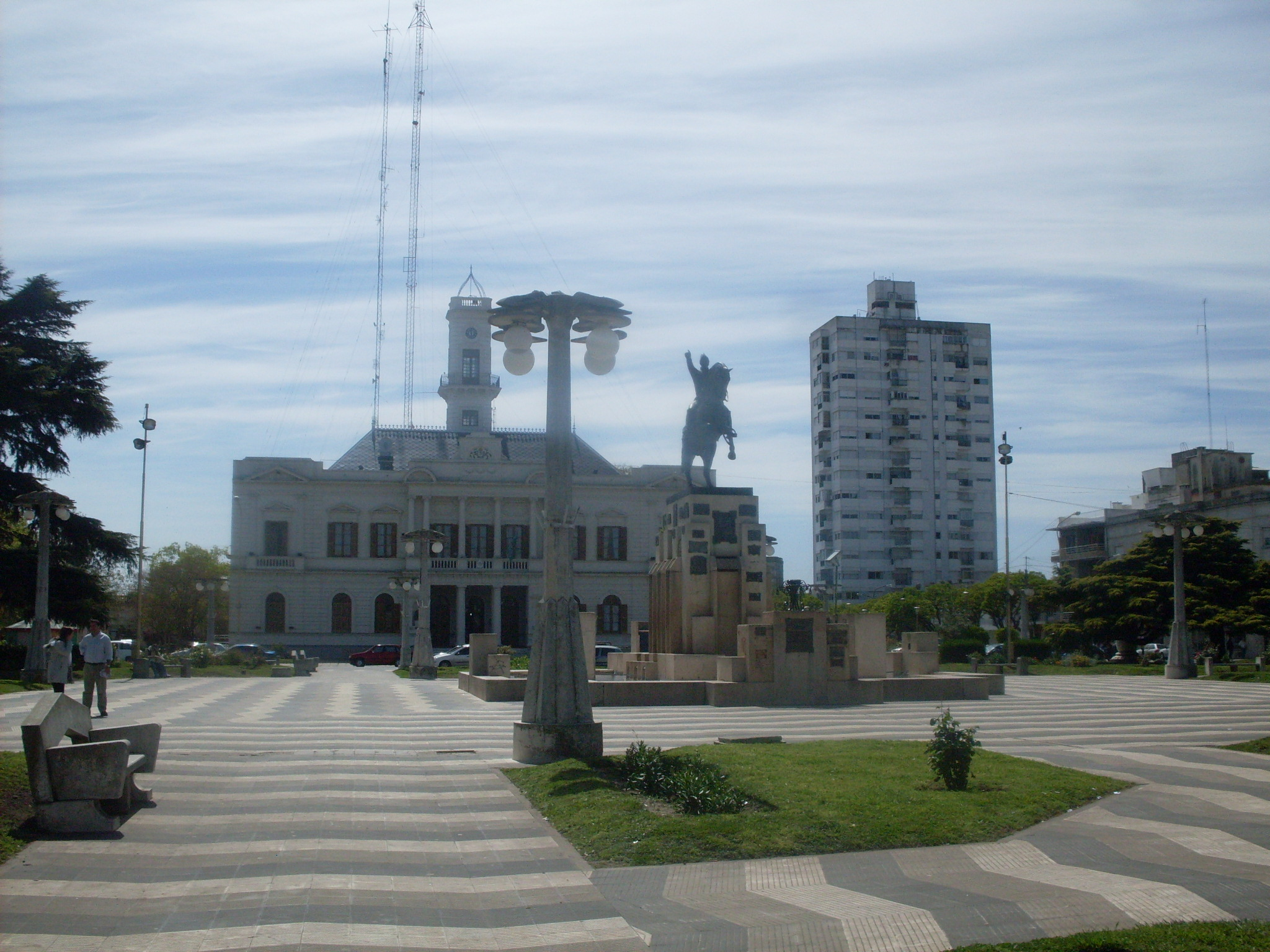
Ajuntament

Les seves principals activitats econòmiques són l'agricultura i la cria de bestiar per a l'exportació de carn i cuir. Té un sector de serveis dinàmic, més de 2.000 empreses estan registrades a la ciutat.
La ciutat va ser fundada el 16 de desembre de 1832, seguint les ordres del governador Juan Manuel de Rosas per a la construcció d'un fort, San Serapio Mártir del Arroyo Azul, per a protegir-se contra les batudes indígenes. Les subsegüents subvencions a la terra van portar al desenvolupament d'una comunitat estable, i el 1895, Azul va ser oficialment declarat poble per les autoritats provincials. La catedral local, nostra Señora del Rosario, va ser consagrada el 1906.

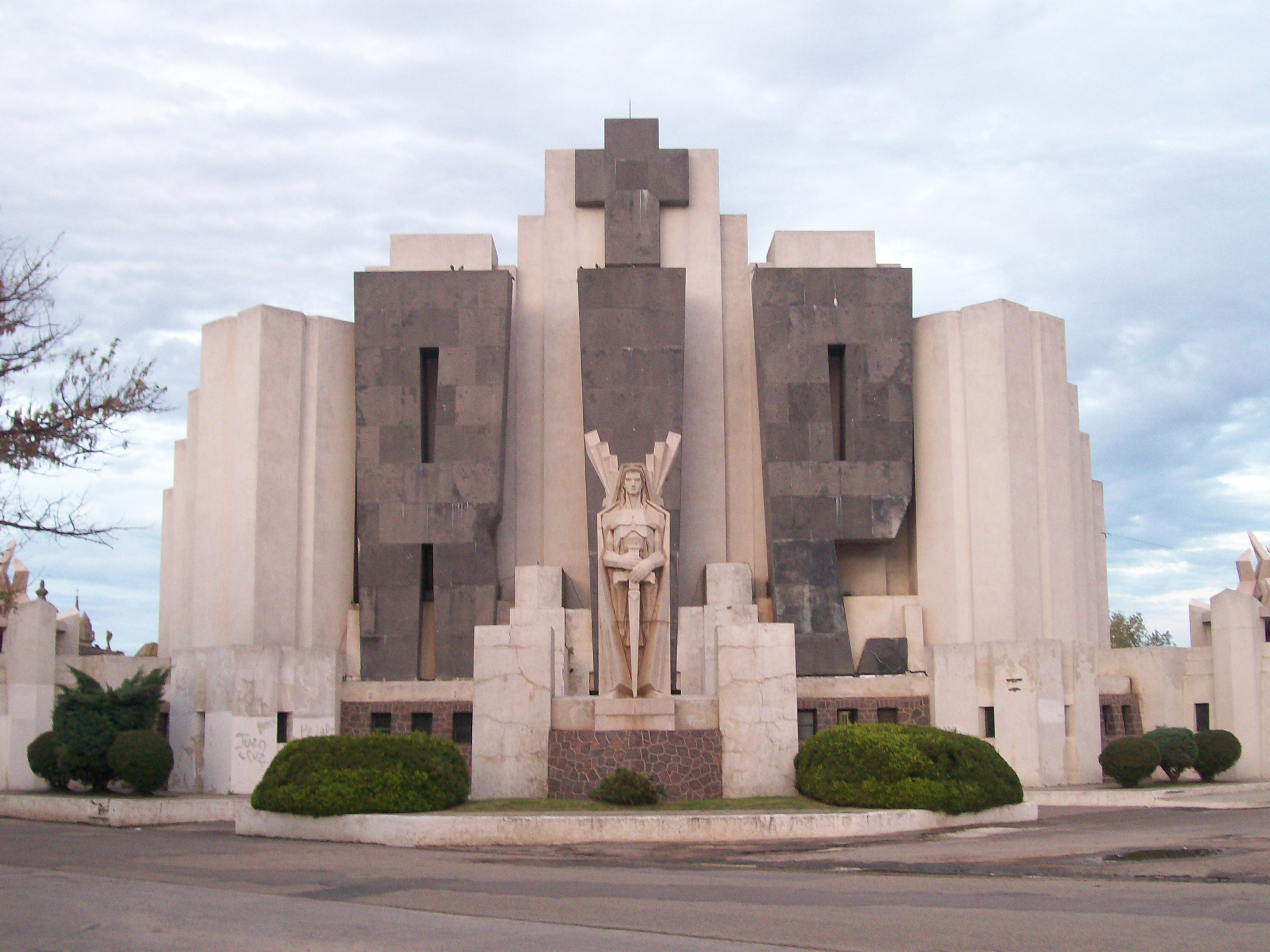
Monument en el Cementeri Azul, de Francisco Salamone

El portal del cementiri de la ciutat i l'escorxador principal van ser dissenyats per l'arquitecte Francisco Salamone, i contenen elements de l'estil Art déco. Construïts a la fi de la dècada de 1950, aquests edificis van ser alguns dels primers exemples d'arquitectura moderna a l'Argentina rural. La ciutat va ser l'escenari d'un atac a les casernes de l'Exèrcit perifèric per militants d'ERP d'extrema esquerra el 19 de gener de 1974, l'agressió més violenta del seu tipus al país fins a aquell moment.
Azul acull les escoles d'Agronomia i Dret de la Universitat Nacional de Buenos Aires Central. El Teatro Español, fundat a la ciutat l'any 1897, és un dels més importants de la zona central de la pampa, i l'any 1992 va acollir el Ballet Bolxoi.
El Festival Miguel de Cervantes s'hi celebra cada primavera des de l'any 2007, i la Casa Ronco, una biblioteca i museu d'antiquaris, manté les millors col·leccions del país relacionades amb el reconegut escriptor espanyol. La Casa Ronco porta el nom del col·leccionista Bartolomé Ronco. Azul va ser declarada la "Ciutat de Cervantes" d'Argentina per la UNESCO l'any 2007.

## Personalitats
- Bartolomé Ronco (1881-1952) - antiquari, va tenir una de les col·leccions més importants d'obres de Miguel de Cervantes.
- Matías Almeyda (1974) - exjugador de futbol i entrenador.
- Federico Delbonis (1990) - tennista professional.
- Mateo Banks (1872-1949) - primer assassí en massa argentí, va matar sis familiars i dos empleats de la família el 1922.